# آيت اومغار (تباروشت)
آيت اومغار هو دُوَّار يقع بجماعة تبروشت، إقليم أزيلال، جهة بني ملال خنيفرة في المملكة المغربية. ينتمي الدوّار لمشيخة تباروشت التي تضم 6 دواوير. يقدر عدد سكانه بـ 733 نسمة حسب الإحصاء الرسمي للسكان والسكنى لسنة 2004.

## وصلات خارجية
- البوابة الوطنية للجماعات الترابية
- المندوبية السامية للتخطيط